# Arrondissement d'Évry
L'arrondissement d'Évry est une division administrative française située dans le département de l'Essonne et la région Île-de-France.

## Géographie

### Situation
| Type d'occupation           | Pourcentage | Superficie (en hectares) |
| --------------------------- | ----------- | ------------------------ |
| Espace urbain construit     | 22,9 %      | 10 769,44                |
| Espace urbain non construit | 7,7 %       | 3 648,90                 |
| Espace rural                | 69,4 %      | 32 699,64                |
| Source : Iaurif             |             |                          |

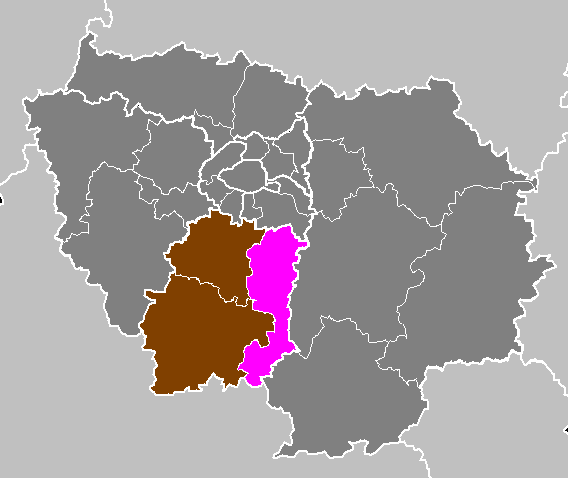
Situation de l'arrondissement d'Évry en Île-de-France.

L'arrondissement d'Évry est situé dans la moitié est du département de l'Essonne.

## Composition

### Composition avant 2015

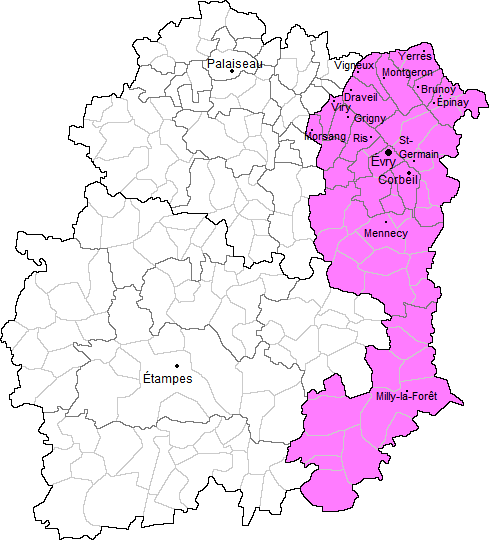
Localisation de l'arrondissement avant 2015.

L'arrondissement d'Évry est composé de dix-sept cantons regroupant cinquante-deux communes :
- Le canton de Brunoy sur la totalité de la commune de Brunoy.
- Le canton de Corbeil-Essonnes-Est sur la moitié de la commune de Corbeil-Essonnes.
- Le canton de Corbeil-Essonnes-Ouest sur la moitié de la commune de Corbeil-Essonnes et celle de Villabé.
- Le canton de Draveil sur la totalité de la commune de Draveil.
- Le canton d'Épinay-sous-Sénart qui groupe quatre communes avec Boussy-Saint-Antoine, Épinay-sous-Sénart, Quincy-sous-Sénart et Varennes-Jarcy.
- Le canton d'Évry-Nord sur la moitié de la commune d'Évry et celle de Courcouronnes.
- Le canton d'Évry-Sud sur la moitié de la commune d'Évry et celles de Bondoufle et Lisses.
- Le canton de Grigny sur la totalité de la commune de Grigny.
- Le canton de Mennecy qui groupe douze communes avec Auvernaux, Ballancourt-sur-Essonne, Champcueil, Chevannes, Écharcon, Fontenay-le-Vicomte, Le Coudray-Montceaux, Mennecy, Nainville-les-Roches, Ormoy, Vert-le-Grand et Vert-le-Petit.
- Le canton de Milly-la-Forêt qui groupe douze communes avec Boigneville, Buno-Bonnevaux, Courances, Courdimanche-sur-Essonne, Dannemois, Gironville-sur-Essonne, Maisse, Milly-la-Forêt, Moigny-sur-École, Oncy-sur-École, Prunay-sur-Essonne et Soisy-sur-École.
- Le canton de Montgeron sur la totalité de la commune de Montgeron
- Le canton de Morsang-sur-Orge qui groupe deux communes avec Fleury-Mérogis et Morsang-sur-Orge.
- Le canton de Ris-Orangis sur la totalité de la commune de Ris-Orangis.
- Le canton de Saint-Germain-lès-Corbeil qui groupe sept communes avec Étiolles, Morsang-sur-Seine, Saint-Germain-lès-Corbeil, Saint-Pierre-du-Perray, Saintry-sur-Seine, Soisy-sur-Seine et Tigery.
- Le canton de Vigneux-sur-Seine sur la totalité de la commune de Vigneux-sur-Seine.
- Le canton de Viry-Châtillon sur la totalité de la commune de Viry-Châtillon.
- Le canton d'Yerres qui groupe deux communes avec Crosne et Yerres.

### Découpage communal depuis 2015
Depuis 2015, le nombre de communes des arrondissements varie chaque année soit du fait du redécoupage cantonal de 2014 qui a conduit à l'ajustement de périmètres de certains arrondissements, soit à la suite de la création de communes nouvelles. 
Le 1er janvier 2019, le nombre de communes de l'arrondissement d'Évry passe de 52 à 51 avec la création de la commune nouvelle d'Évry-Courcouronnes.
Au 1er janvier 2024, l'arrondissement groupe les 51 communes suivantes :
1. Auvernaux
2. Ballancourt-sur-Essonne
3. Boigneville
4. Bondoufle
5. Boussy-Saint-Antoine
6. Brunoy
7. Buno-Bonnevaux
8. Champcueil
9. Chevannes
10. Corbeil-Essonnes
11. Le Coudray-Montceaux
12. Courances
13. Courdimanche-sur-Essonne
14. Crosne
15. Dannemois
16. Draveil
17. Écharcon
18. Épinay-sous-Sénart
19. Étiolles
20. Évry-Courcouronnes
21. Fleury-Mérogis
22. Fontenay-le-Vicomte
23. Gironville-sur-Essonne
24. Grigny
25. Lisses
26. Maisse
27. Mennecy
28. Milly-la-Forêt
29. Moigny-sur-École
30. Montgeron
31. Morsang-sur-Orge
32. Morsang-sur-Seine
33. Nainville-les-Roches
34. Oncy-sur-École
35. Ormoy
36. Prunay-sur-Essonne
37. Quincy-sous-Sénart
38. Ris-Orangis
39. Saint-Germain-lès-Corbeil
40. Saint-Pierre-du-Perray
41. Saintry-sur-Seine
42. Soisy-sur-École
43. Soisy-sur-Seine
44. Tigery
45. Varennes-Jarcy
46. Vert-le-Grand
47. Vert-le-Petit
48. Vigneux-sur-Seine
49. Villabé
50. Viry-Châtillon
51. Yerres

## Histoire
L'arrondissement d'Évry est créé au 4 juin 1966, en remplacement de l'arrondissement de Corbeil-Essonnes, par le décret du 2 juin 1966.
Toutefois, la sous-préfecture a été maintenue dans la ville de Corbeil-Essonnes. Le décret du 22 juillet 1967 entérinait le rattachement de l'arrondissement d'Évry au nouveau département. Les limites des cantons furent modifiées une première fois par le décret du 7 décembre 1975 et à nouveau par un décret du 24 janvier 1985.

## Démographie

### Évolution démographique
En 2022, l'arrondissement comptait 546 675 habitants.
| 1968    | 1975    | 1982    | 1990    | 1999    | 2006    | 2011    | 2016    | 2021    |
| ------- | ------- | ------- | ------- | ------- | ------- | ------- | ------- | ------- |
| 260 774 | 379 606 | 411 301 | 456 033 | 471 435 | 500 139 | 508 941 | 536 258 | 542 688 |

| 2022    | - | - | - | - | - | - | - | - |
| ------- | - | - | - | - | - | - | - | - |
| 546 675 | - | - | - | - | - | - | - | - |

### Pyramide des âges
| Hommes | Classe d’âge | Femmes |
| ------ | ------------ | ------ |
| 0,2    | 90 ans ou +  | 0,8    |
| 4,0    | 75 à 89 ans  | 6,3    |
| 10,6   | 60 à 74 ans  | 11,2   |
| 19,4   | 45 à 59 ans  | 19,4   |
| 22,1   | 30 à 44 ans  | 21,6   |
| 20,9   | 15 à 29 ans  | 19,8   |
| 22,8   | 0 à 14 ans   | 21,0   |

| Hommes | Classe d’âge | Femmes |
| ------ | ------------ | ------ |
| 0,3    | 90 ans ou +  | 0,8    |
| 4,4    | 75 à 89 ans  | 6,7    |
| 11,3   | 60 à 74 ans  | 11,9   |
| 19,9   | 45 à 59 ans  | 20,0   |
| 21,9   | 30 à 44 ans  | 21,4   |
| 20,6   | 15 à 29 ans  | 19,2   |
| 21,7   | 0 à 14 ans   | 20,0   |

## Représentation
| Période                                  | Période  | Identité              | Fonction précédente                                                     | Observation |
| ---------------------------------------- | -------- | --------------------- | ----------------------------------------------------------------------- | ----------- |
| 1969                                     | 1973     | Michel Aurillac       |                                                                         | -           |
| 1973                                     | 1974     | Jean-Francis Philippe |                                                                         | -           |
| 1974                                     | 1977     | Paul Cousseran        |                                                                         | -           |
| 1977                                     | 1980     | Jean Clauzel          |                                                                         | -           |
| 1980                                     | 1985     | ?                     |                                                                         | -           |
| 1985                                     | 1987     | Max Lavigne           | Préfet du Haut-Rhin                                                     | -           |
| 1987                                     | 1991     | Jean-Louis Dufeigneux | Préfet du Gard                                                          | -           |
| 1991                                     | 1994     | Rémy Pautrat          | Conseiller à la sécurité du Premier ministre                            | -           |
| 1994                                     | 1996     | François Leblond      | Préfet du Var                                                           | -           |
| 1996                                     | 2000     | Pierre Mutz           | Directeur de cabinet du préfet de police                                | -           |
| 2000                                     | 2004     | Denis Prieur          | Préfet du Haut-Rhin                                                     | -           |
| 2004                                     | 2006     | Bernard Fragneau      | Préfet de l'Eure                                                        | -           |
| 2006                                     | 2008     | Gérard Moisselin      | Préfet d'Indre-et-Loire                                                 | -           |
| 2008                                     | 2011     | Jacques Reiller       | Préfet de la Charente-Maritime                                          | -           |
| 2011                                     | En cours | Michel Fuzeau         | Conseiller pour les affaires intérieures au cabinet du Premier ministre |             |
| Les données manquantes sont à compléter. |          |                       |                                                                         |             |